# Uarfala
Los uarfala (en árabe: ورفلة‎) son una tribu confederada de árabes y bereberes arabizados oriundos de la región de Tripolitania (Libia), principalmente de Bani Walid. Esta tribu históricamente ocupó el área entre Bani Walid y Sirte, así como Sabha. Los urfala son considerados, junto con los gadafa y los magara, la columna vertebral del otrora régimen de Muamar Gadafi. Se trata de una confederación de 52 «subtribus» formadas por bayts o clanes.

## Orígenes
Entre los uarfala se incluyen pequeñas tribus de bereberes arabizados descendientes de Hawwara, así como de árabes beduinos descendientes de Banu Hilal. Como resultado de la inmigración árabe al Magreb, bereberes y uarfalas fueron arabizados durante el siglo XVI. Luego, las tribus árabes se unieron a la confederación tribal en una especie de hermandad (muwajah), hasta que surgieron 52 subtribus, estableciendo la confederación tribal de uarfala..